# Puerto Gaitán
Pour les articles homonymes, voir Gaitán.
Puerto Gaitán est une municipalité située dans le département de Meta en Colombie.